# ایلیکوو (شهرستان میشکینسکی، باشقیرستان)
ایلیکوو (انگلیسی: Ilikovo, Mishkinsky District, Republic of Bashkortostan) یک شهرک در شهرستان میشکینسکی استان باشقیرستان کشور روسیه است.